# Формула-1 — Гран-прі Угорщини 2023
Гран-прі Угорщини 2023 (офіційно — Formula 1 Qatar Airways Hungarian Grand Prix 2023) — автоперегони чемпіонату світу з Формули-1, які відбулися 23 липня 2023 року. Гонка була проведена на трасі Хунгароринг в Модьороді в Угорщині. Це одинадцятий етап чемпіонату світу і тридцять дев'яте Гран-прі Угорщини в історії.
Переможцем гонки став нідерландець Макс Ферстаппен (Ред Булл — Хонда RBPT). Друге місце посів Ландо Норріс (Макларен — Мерседес), а третє — Серхіо Перес (Ред Булл — Хонда RBPT).
Чинним переможцем гонки був Макс Ферстаппен, який у 2022 році виступав за команду Ред Булл — RBPT.

## Положення у чемпіонаті перед гонкою
| Місце   | Пілот               | Очки |
| ------- | ------------------- | ---- |
| 1       | Макс Ферстаппен     | 255  |
| 2       | Серхіо Перес        | 156  |
| 3       | Фернандо Алонсо     | 137  |
| 4       | Льюїс Гамільтон     | 121  |
| 5       | Карлос Сайнс (мол.) | 83   |
| Джерело |                     |      |

| Місце   | Конструктор             | Очки |
| ------- | ----------------------- | ---- |
| 1       | Ред Булл — Хонда RBPT   | 411  |
| 2       | Мерседес                | 203  |
| 3       | Астон Мартін — Мерседес | 181  |
| 4       | Феррарі                 | 157  |
| 5       | Макларен — Мерседес     | 59   |
| Джерело |                         |      |

## Шини
Під час Гран-прі було дозволено використовувати 3 типи шин Pirelli: hard, medium і soft.
| Hard | Medium | Soft |
| ---- | ------ | ---- |

## Розклад закиївським часом
| Дата          | Подія           | Час           |
| ------------- | --------------- | ------------- |
| 21 липня 2023 | Вільний заїзд 1 | 14:30 — 15:30 |
| 21 липня 2023 | Вільний заїзд 2 | 18:00 — 19:00 |
| 22 липня 2023 | Вільний заїзд 3 | 13:30 — 14:30 |
| 22 липня 2023 | Кваліфікація    | 17:00 — 18:00 |
| 23 липня 2023 | Гонка           | 16:00 — 18:00 |
| Джерело:      |                 |               |

## Вільні заїзди
| Сесія | Лідер           | Конструктор | Ш | Час      | Джерело |
| ----- | --------------- | ----------- | - | -------- | ------- |
| 1     | Джордж Расселл  | Мерседес    | P | 1:38.795 | [ 4 ]   |
| 2     | Шарль Леклер    | Феррарі     | P | 1:17.686 | [ 5 ]   |
| 3     | Льюїс Гамільтон | Мерседес    | P | 1:17.811 | [ 6 ]   |

## Кваліфікація
Кваліфікація під час Гран-прі Угорщини стала першою в сезоні Формули-1, яка пройшла за новим форматом. Команди були забов'язані використовувати шини hard у першому сегменті кваліфікації, medium у другому і soft у третьому.
| Місце                                   | №  | Пілот                   | Конструктор              | Частина 1 | Частина 2 | Частина 3 | Старт |
| --------------------------------------- | -- | ----------------------- | ------------------------ | --------- | --------- | --------- | ----- |
| 1                                       | 44 | Льюїс Гамільтон         | Мерседес                 | 1:18.577  | 1:17.427  | 1:16.609  | 1     |
| 2                                       | 1  | Макс Ферстаппен         | Ред Булл - Хонда RBPT    | 1:18.318  | 1:17.547  | 1:16.612  | 2     |
| 3                                       | 4  | Ландо Норріс            | Макларен - Мерседес      | 1:18.697  | 1:17.328  | 1:16.694  | 3     |
| 4                                       | 81 | Оскар Піастрі           | Макларен - Мерседес      | 1:18.464  | 1:17.571  | 1:16.905  | 4     |
| 5                                       | 24 | Чжоу Гуаньюй            | Альфа Ромео - Феррарі    | 1:18.143  | 1:17.700  | 1:16.971  | 5     |
| 6                                       | 16 | Шарль Леклер            | Феррарі                  | 1:18.440  | 1:17.580  | 1:16.992  | 6     |
| 7                                       | 77 | Вальттері Боттас        | Альфа Ромео - Феррарі    | 1:18.775  | 1:17.563  | 1:17.034  | 7     |
| 8                                       | 14 | Фернандо Алонсо         | Астон Мартін - Мерседес  | 1:18.580  | 1:17.701  | 1:17.035  | 8     |
| 9                                       | 11 | Серхіо Перес            | Ред Булл - Хонда RBPT    | 1:18.360  | 1:17.675  | 1:17.045  | 9     |
| 10                                      | 27 | Ніко Гюлькенберг        | Хаас - Феррарі           | 1:18.695  | 1:17.652  | 1:17.186  | 10    |
|                                         |    |                         |                          |           |           |           |       |
| 11                                      | 55 | Карлос Сайнс (молодший) | Феррарі                  | 1:18.393  | 1:17.703  |           | 11    |
| 12                                      | 31 | Естебан Окон            | Альпін - Рено            | 1:18.854  | 1:17.841  |           | 12    |
| 13                                      | 3  | Данієль Ріккардо        | Альфа Таурі - Хонда RBPT | 1:18.906  | 1:18.002  |           | 13    |
| 14                                      | 18 | Ленс Стролл             | Астон Мартін - Мерседес  | 1:18.782  | 1:18.144  |           | 14    |
| 15                                      | 10 | П'єр Гаслі              | Альпін - Рено            | 1:18.743  | 1:18.217  |           | 15    |
|                                         |    |                         |                          |           |           |           |       |
| 16                                      | 23 | Александр Албон         | Вільямс - Мерседес       | 1:18.917  |           |           | 16    |
| 17                                      | 22 | Юкі Цунода              | Альфа Таурі - Хонда RBPT | 1:18.919  |           |           | 17    |
| 18                                      | 63 | Джордж Расселл          | Мерседес                 | 1:19.027  |           |           | 18    |
| 19                                      | 20 | Кевін Магнуссен         | Хаас - Феррарі           | 1:19.206  |           |           | 19    |
| 20                                      | 2  | Логан Сарджент          | Вільямс - Мерседес       | 1:19.248  |           |           | 20    |
| 107 % від лідера першої сесії: 1:23.613 |    |                         |                          |           |           |           |       |
| Джерело:                                |    |                         |                          |           |           |           |       |

## Гонка
| Місце                                                                                     | №  | Пілот               | Конструктор              | Кола | Час/причина сходу      | Старт | Очки |
| ----------------------------------------------------------------------------------------- | -- | ------------------- | ------------------------ | ---- | ---------------------- | ----- | ---- |
| 1                                                                                         | 1  | Макс Ферстаппен     | Ред Булл - Хонда RBPT    | 70   | 1:38:08.634            | 2     | 26   |
| 2                                                                                         | 4  | Ландо Норріс        | Макларен - Мерседес      | 70   | +33.731                | 3     | 18   |
| 3                                                                                         | 11 | Серхіо Перес        | Ред Булл - Хонда RBPT    | 70   | +37.603                | 9     | 15   |
| 4                                                                                         | 44 | Льюїс Гамільтон     | Мерседес                 | 70   | +39.134                | 1     | 12   |
| 5                                                                                         | 81 | Оскар Піастрі       | Макларен - Мерседес      | 70   | +1:02.572              | 4     | 10   |
| 6                                                                                         | 63 | Джордж Расселл      | Мерседес                 | 70   | +1:05.825              | 18    | 8    |
| 7                                                                                         | 16 | Шарль Леклер        | Феррарі                  | 70   | +1:10.317              | 6     | 6    |
| 8                                                                                         | 55 | Карлос Сайнс (мол.) | Феррарі                  | 70   | +1:11.073              | 11    | 4    |
| 9                                                                                         | 14 | Фернандо Алонсо     | Астон Мартін - Мерседес  | 70   | +1:15.709              | 8     | 2    |
| 10                                                                                        | 18 | Ленс Стролл         | Астон Мартін - Мерседес  | 69   | +1 коло                | 14    | 1    |
| 11                                                                                        | 23 | Александр Албон     | Вільямс - Мерседес       | 69   | +1 коло                | 16    |      |
| 12                                                                                        | 77 | Вальттері Боттас    | Альфа Ромео - Феррарі    | 69   | +1 коло                | 7     |      |
| 13                                                                                        | 3  | Данієль Ріккардо    | Альфа Таурі - Хонда RBPT | 69   | +1 коло                | 13    |      |
| 14                                                                                        | 27 | Ніко Гюлькенберг    | Хаас - Феррарі           | 69   | +1 коло                | 10    |      |
| 15                                                                                        | 22 | Юкі Цунода          | Альфа Таурі - Хонда RBPT | 69   | +1 коло                | 17    |      |
| 16                                                                                        | 24 | Чжоу Гуаньюй        | Альфа Ромео - Феррарі    | 69   | +1 коло                | 5     |      |
| 17                                                                                        | 20 | Кевін Магнуссен     | Хаас - Феррарі           | 69   | +1 коло                | 19    |      |
| 18                                                                                        | 2  | Логан Сарджент      | Вільямс - Мерседес       | 67   |                        | 20    |      |
| Схід                                                                                      | 31 | Естебан Окон        | Альпін - Рено            | 2    | Пошкодження від аварії | 12    |      |
| Схід                                                                                      | 10 | П'єр Гаслі          | Альпін - Рено            | 1    | Пошкодження від аварії | 15    |      |
| Найшвидше коло: Макс Ферстаппен (Ред Булл - Хонда RBPT) – 1:20.504, поставлене на 53 колі |    |                     |                          |      |                        |       |      |
| Джерело:                                                                                  |    |                     |                          |      |                        |       |      |

## Положення у чемпіонаті після гонки
| Місце   | Пілот           | Очки |
| ------- | --------------- | ---- |
| 1       | Макс Ферстаппен | 281  |
| 2       | Серхіо Перес    | 171  |
| 3       | Фернандо Алонсо | 139  |
| 4       | Льюїс Гамільтон | 133  |
| 5       | Джордж Расселл  | 90   |
| Джерело |                 |      |

| Місце   | Конструктор             | Очки |
| ------- | ----------------------- | ---- |
| 1       | Ред Булл — Хонда RBPT   | 452  |
| 2       | Мерседес                | 223  |
| 3       | Астон Мартін — Мерседес | 184  |
| 4       | Феррарі                 | 167  |
| 5       | Макларен — Мерседес     | 87   |
| Джерело |                         |      |